# Barnevernet
Barnevernet ou Service de protection de l'enfance (norvégien : Barnevernet) établi par une loi de 1992 concernant l'assistance sociale aux enfants est une institution norvégienne de protection de l'enfance. Elle a été créée « pour assurer que les enfants et les jeunes qui vivent dans des conditions qui peuvent nuire à leur santé et leur développement reçoivent l'aide et les soins nécessaires au bon moment » et « pour aider les enfants et les jeunes à avoir une enfance sûre ».
Elle a été l'objet d'affaires très médiatisées en Europe pour avoir retiré des enfants à leurs parents dans des cas controversés. Le bien fondé des décisions du Barnevernet a été critiqué par de nombreux experts et personnalités, certains soulignant les catastrophes humaines provoquées par les décisions du Service de protection de l'enfance.

## Contexte
Les décisions de l'administration norvégienne pour ce qui concerne la garde des enfants ont déjà par le passé fait l'objet de nombreuses plaintes et de procès notamment pour la période qui s'étend de 1945 à 1980. Ainsi, environ 4 000 anciens enfants pris en charge ont demandé une indemnisation pour la souffrance et la violence qu'ils ont subies alors qu'ils vivaient dans des orphelinats ou dans le cadre de la protection des enfants durant cette période. Parmi ceux-ci, 2 637 ont reçu une indemnisation, pour un montant total 220 millions de dollars (2010),.

## Support et assistance
Le Service de protection de l'enfance est responsable de la mise en œuvre des mesures pour les enfants et leurs familles dans des situations où il existe des besoins particuliers en matière d'environnement de la maison. L'assistance peut être fournie sous forme de conseil, de services consultatifs et de mesures d'aide, y compris des contacts externes de soutien, des mesures de secours à la maison, et l'accès aux soins journaliers.
Selon les lignes directrices du service de protection de l'enfance norvégien, les enfants ont le droit de participer aux décisions concernant leur bien-être personnel et ont le droit d'exprimer leurs points de vue en fonction de leur âge et de leur niveau de maturité. Cela vaut en particulier dans les cas où il existe des procédures administratives et juridiques qui affecteront fortement la vie au jour le jour des enfants.

## Fonctions
Les services sociaux de protection de l'enfance sont tenus d'agir si les mesures mises en œuvre dans l'environnement de la maison ne sont pas suffisantes pour garantir les besoins de l'enfant. Dans de tels cas, le service de protection de l'enfance, en consultation avec les parents, peut placer les enfants dans un foyer d'accueil, dans une institution de protection de l'enfance ou introduire des mesures spécifiques parent-enfant. Le retrait d'un enfant de son domicile familial sans le consentement parental exige une décision du Comité départemental des affaires sociales sur la base d'une recommandation soumise par les autorités municipales. Le comité de comté est un organisme gouvernemental avec une position autonome par rapport au ministère et le Bureau du gouverneur du comté. Les décisions prises par le comité de comté ne peuvent être annulées par les tribunaux. Les commissions départementales sont administrés sous les auspices du Ministère de l'enfance et de l'égalité.
Les services de protection de l'enfance municipaux sont chargés de surveiller le développement des enfants qui ont été placés dans un foyer d'accueil en dehors de leurs maisons ainsi que leurs parents.
Les employés des services de protection de l'enfance sont au courant d'une grande quantité de renseignements personnels des clients et doivent se conformer à des règles strictes de confidentialité. Cependant, l'information peut être communiquée à d'autres organismes administratifs lorsque cela est nécessaire à l'exécution des tâches de services de protection de l'enfance.
Les responsabilités et les tâches des autorités de protection de l'enfance sont stipulées dans la Loi relative aux services de protection de l'enfance. La responsabilité globale de protection de l'enfance incombe à l'État à travers le Ministère de l'enfance et de l'égalité, tandis que l'administration des services de protection de l'enfance est principalement effectuée au niveau municipal et par la Direction de l'enfance, de la jeunesse et de la famille.

## Statistiques et présentation officielle
Selon Jan Simonsen (en), ancien parlementaire norvégien, évoquant les chiffres fournis par la Direction de l'enfance, de la jeunesse, il existe 11 200 enfants et jeunes personnes vivant dans des foyers d'accueil norvégiens en 2014. Au cours de cette même année, 1 665 enfants ont été retirés à leurs parents contre leur volonté, dont 424 de mères nées étrangères. Chaque jour de l'année, entre 3 et 4 enfants sont enlevés à leurs parents.
Ceci est, selon Simonsen, en large contradiction avec les faits présentés par les ambassades norvégiennes à l'étranger. L'ambassade écrit qu'une ordonnance de transfert des soins est délivrée par un tribunal norvégien spécial ou un tribunal ordinaire, « et seulement lorsque l'enfant est soumis à la négligence grave, de mauvais traitements ou d'abus », et ajoute que « le placement d'un enfant en dehors de la maison, sans le consentement des parents, est toujours une mesure de dernier recours ». Pour Simonsen, « ceci est une allégation grave, ce qui implique indirectement de graves accusations contre les parents, qui n'ont que de maigres possibilités de se défendre ».
La présentation officielle des ambassades précise que « les parents ont le droit à une procédure régulière, y compris un avocat payé par le gouvernement, le droit d'être entendu et le droit d'interjeter appel de la décision ». Pour le parlementaire Simonsen, cela ne serait exact que sur le papier. Dans la réalité, « le processus judiciaire est illusoire. La jurisprudence montre qu'il ne réussit jamais ». Dans les cas traités par les tribunaux, les enfants sont entre les mains des parents d'accueil et les services de protection de l'enfance avancent comme argument contre les parents biologiques que les enfants se sont adaptés à leurs nouveaux « parents » et qu'il serait traumatisant pour eux qu'ils soient arrachés à leur nouvel environnement.

## Contestation du bien fondé des décisions de Barnevernet
Pour l'avocat Dag Sverre Aamodt qui défend différentes familles contre l'action du service de protection de l'enfance, Barnevernet souvent ne dispose pas de motifs juridiques pour prendre en charge les enfants : « Barnevernet peut critiquer des choses complètement normales comme une mère faisant un câlin à son enfant de deux ans dans le lit un samedi matin, ou un parent qui a une bière le dimanche après-midi… ».
En juin 2015, un nombre important de professionnels, y compris de psychologues, de travailleurs sociaux, d'avocats et d'universitaires ont lancé une pétition pour appeler l'attention du Parlement norvégien sur les problèmes qui tournent autour du Barnevernet. Tout en reconnaissant certains aspects positifs du Barnevernet, les pétitionnaires soulignent qu'il existe « des exemples où l'agence est considérée comme une organisation dysfonctionnelle qui rend de mauvaises évaluations avec des conséquences graves ».
Plusieurs centaines de cas ont été examinés par le docteur en sciences Åge Simonsen, dont la conclusion a été que seulement un petit nombre des transferts de soins ont été motivés par un échec de soins réel. Ils ont plutôt été faits après une évaluation subjective par un bureaucrate des services de protection de l'enfance qui a estimé que les parents manquaient de capacité de prendre soin de leurs enfants.
Ainsi, les statistiques des vingt raisons les plus fréquentes pour lesquelles les services de protection de l'enfance prennent des mesures, montrent au sommet de la liste, « Les parents manquent de capacités parentales ». Dans une interview avec le journal norvégien Verdens Gang, l'avocat Thea Totland (no) dit qu'elle a constaté au cours des dernières années de plus en plus de cas dans lesquels il n'est pas question d'échec évident de soins, « mais que la capacité de prendre soin est jugée sur la base d'opinions et sur la base d'un certain nombre d'exigences que beaucoup ne sont pas en mesure de remplir ».
Jan Simonsen souligne pour sa part les catastrophes humaines issues des décisions du Barnevernet, « des familles détruites, et, dans certains cas, les parents qui ont pris leurs propres vies ou ont fini comme toxicomanes dans leur désespoir d'avoir perdu ce qui est le plus précieux pour eux ». Un rapport de l'Institut norvégien de recherche urbaine et régionale montre que les enfants placés en Norvège se suicident huit fois plus souvent que les autres enfants.

## Critiques et incidents diplomatiques
Le service de protection de l'enfance de Norvège fait face à une critique internationale intense pour deux raisons principales : la prise en charge d'enfants sans un processus légal transparent et pour son refus de coopérer avec les organismes de protection des enfants dans d'autres pays. Ces critiques sont relayées par le principal journal suédois dénonçant le fait que les parents suédois qui ont leurs enfants pris en charge par Barnevernet n'ont aucun moyen juridique pour transférer le dossier aux autorités de leur pays. La presse pointe également du doigt des décisions prises en méconnaissance complète des us et coutumes de parents étrangers.

### Enlèvements Rutkowski
Dans deux cas très médiatisés, l'enquêteur privé polonais Krzysztof Rutkowski a aidé les enfants (un garçon né en Russie et une fille polonaise) à s'échapper de leur famille d'accueil norvégienne afin qu'ils puissent retrouver leurs parents. Par la suite, la demande des autorités norvégiennes de restitution des enfants a été refusée par le tribunal polonais comme injustifiée.

### Affaire Michalák
En mai 2011, les deux fils de Eva Michaláková et de son mari, qui viennent de République tchèque ont été enlevés du foyer familial par les services de protection de l'enfance en raison de soupçons de violence sexuelle sur les enfants par le père, allégations démenties par le couple. 
Michaláková continue d'exiger la garde de ses enfants par le biais de divers canaux, y compris par l'intermédiaire de la Cour européenne des droits de l'homme où sa plainte a été rejetée sans préjudice pour « non-épuisement des recours internes ». L'affaire a été examinée par Miloš Zeman, Président de la République tchèque, au Parlement, et le ministre des Affaires étrangères Lubomír Zaorálek a envoyé une note diplomatique à Oslo au sujet de cette question,.  
Plusieurs autres politiciens se sont également impliqués dans des démarches pour obtenir le retour des enfants d'Eva Michaláková à leur mère.
Le 30 mars 2016, la Norvège signe et dépose son instrument de ratification de la Convention de La Haye de 1996 sur la protection des enfants.

### Affaire Maxine
À la fin de mars 2015, Barnevernet a retiré une petite fille, Maxine, âgée de 2 mois et demi, dont la mère norvégienne est sourde et le père slovaque, la principale raison invoquée étant le « manque de contact visuel entre la fille et ses parents ».

### Affaire Bodnariu
En novembre 2015, une nouvelle affaire impliquant des enfants de ressortissants étrangers a attiré l'attention du public. Les parents se sont vu retirer la garde de leurs enfants par Barnevernet. Marius et Ruth Bodnariu, un couple roumano-norvégien de foi pentecôtiste, ont été accusés de violence envers leurs enfants ce qui peut, en Norvège, simplement signifier une tape sur la main ou une fessée. Selon le journal Christian Today, le couple a été accusé de « radicalisme chrétien et d'endoctrinement ». Selon la loi norvégienne, les autorités sont tenues de respecter à la fois le droit à la vie privée des parents comme celle des enfants. Par conséquent, Barnevernet n'a pas donné de détails publics concernant cette affaire.
Le 16 novembre, Barnevernet a pris les deux enfants les plus âgés de l'école et les a placés en famille d'accueil. Puis, accompagné par des policiers a retiré deux autres enfants de la maison de leurs parents à Naustdal. La police a également arrêté M. et Mme Bodnariu mais les a libérés peu de temps après. Le lendemain, Barnevernet a obtenu la garde de l'enfant le plus jeune pour des raisons alléguées de sécurité.
Selon le Christian Post, les deux filles aînées ont dit aux enquêteurs qu'elles avaient été physiquement punies comme on leur a enseigné que « Dieu punit le péché ». Néanmoins les documents judiciaires n'ont identifié aucun signe de violence physique.
Le 30 novembre, un recours contre Barnevernet lancé par les parents a été rejeté par la Cour. Ils seront autorisés à rendre visite au plus jeune fils deux fois par semaine pendant deux heures et aux deux autres garçons une fois par semaine. Les filles ne recevront pas de visites des parents,.
Le sénateur roumain Titus Corlățean a publié une déclaration évoquant le cas Bodnariu et condamné l'action du Barnevern. Le 19 décembre 2015, des centaines de Roumains ont protesté devant l'ambassade norvégienne à Bucarest. Valeriu Zgonea, président de la Chambre des députés de Roumanie, a plaidé pour soutenir la restitution des enfants à la famille Bodnariu.
En 2016, après que le bébé du couple a été également enlevé aux parents, l'affaire continue de susciter une vaste campagne de protestation dans le monde entier, sur les réseaux sociaux et dans la rue.

## Répercussions médiatiques et politiques
Plusieurs sites web ont été créés pour lutter contre les dérives du Barnevern, comme un site tchèque, Stop Barnevernet.
L'image du Barnevern est passablement mauvaise à l'étranger. Ainsi, 4 000 Lituaniens avaient protesté contre l'institution norvégienne dans leur pays.
Faisant suite à ces différentes protestations venant de l'étranger, Solveig Horne du Parti du progrès a dû intervenir pour défendre l'institution dans le journal Aftenposten et a annoncé que son ministère envisageait des changements dans les lois de protection de l'enfance et de nouvelles lignes de responsabilité pour les cas de protection de l'enfance entre l'État et les gouvernements locaux.